# Apollo 440
Apollo 440 (Apollo Four Forty, или @440) — британская группа.

## История
В 1990 году музыканты Тревор Грей (клавишные, вокал), Говард Грей (бэк-вокал), Норман Фишер Джонс или Ноко (вокал, гитара, клавишные) и Джеймс Гарднер создали музыкальную группу.
Название коллектива происходит от — программы «Аполлон» и музыкального тона, частотой в 440 Гц (нота «ля») служащим стандартом для музыкальной частоты.
В 1991 году они открыли свой собственный лейбл Stealth Sonic Recordings.
Первые синглы Blackout (1992), Destiny (1992) и Lolita (1992), стали клубными хитами, и Apollo 440 получили широкую известность. Далее последовали ремиксы на U2, EMF и Pop Will Eat Itself, которые закрепляют первый успех. Более масштабная известность пришла к группе в 1993 году после выхода сингла «Astral America», записанного с использованием семпла из хита популярной в 70-е группы Emerson, Lake And Palmer.
После переезда в Камден (район Лондона) группа записала и выпустила свой дебютный альбом Millennium Fever (1995), после чего Джеймс Гарднер покинул группу.
В 1996 году музыканты изменили написание названия с Аpollo 440 на Apollo Four Forty (хотя для последнего альбома группа вернула прежнее написание). В 1997 вышел альбом Electro Glide in Blue. Композиция Ain’t Talkin’ About Dub (ремикс на песню Van Halen) попала в Тор10 Британии. В следующем году их тема к кинофильму «Затерянные в космосе» стартовала с 4-го места в чартах США. В этом же году они стали первой группой, написавшей полноценный саундтрек игры для PlayStation.
Далее последовали альбомы Gettin' High on Your Own Supply (1999) и Dude Descending a Staircase (2003). Apollo 440 предпочитают работать с разными вокалистами.
Свыше 50 треков группы использованы в саундтреках к фильмам, компьютерным играм, в рекламных роликах.
Apollo 440 базируются в районе Ислингтон (Лондон), куда они переехали с офисом своей фирмы, которая называется Apollo Control.
30 января 2012 года состоялся выход пятого студийного альбома «The Future’s What It Used To Be».

## Текущий состав группы
- Тревор Грэй (клавишные)
- Говард Грэй
- Ноко (гитара)
- Эван МакФарлейн (вокал)
- Клиф Хьюит (барабаны)
- Рэдж Гвинед (бас-гитара)
- Эш Кражевски (клавишные)

## Вокалисты
- Эван МакФарлейн (Ewan MacFarlane) - текущий вокалист
- Ноко (Noko) - альбом Millennium Fever
- Билли МакКензи (Billy MacKenzie) - альбом Electro Glide in Blue
- Ксан (Xan) - альбом Dude Descending a Staircase
- Джала Нуриддин (Jalal Nuriddin) - альбом Dude Descending a Staircase
- Элизабэт Грэй (Elizabeth Gray) - альбомы Dude Descending a Staircase и Electro Glide in Blue
- Иан Хоксли (Ian Hoxley) - альбомы Electro Glide in Blue и Gettin' High On Your Own Supply

## Дискография

### Альбомы
- Millennium Fever (1994)
- Electro Glide in Blue (1997)
- Gettin’ High on Your Own Supply (1999)
- Dude Descending a Staircase (2003)
- The Future’s What It Used to Be (2012)

### Синглы
- Lolita/Destiny(1992)
- Blackout (1992)
- Rumble E.P. (1993)
- Astral America (1993)
- Liquid Cool (1994)
- (Don’t Fear) The Reaper (1995)
- Krupa (1996)
- Ain’t Talkin' About Dub (1997)
- Raw Power (1997)
- Carrera Rapida (1997)
- Rendez-Vous 98 (with Jean Michel Jarre; 1998)
- Lost in Space (1998)
- Stop The Rock (1999)
- Heart Go Boom (1999)
- Promo only: Cold Rock The Mic / Crazee Horse (2000)
- Charlie’s Angels 2000 (2000)
- Say What? (with 28 Days; 2001)
- Dude Descending A Staircase (feat. The Beatnuts; 2003)
- A Deeper Dub (2011)